# Estação Engenheiro Leal
Engenheiro Leal foi uma estação de trens localizada entre as estações Cavalcanti e Eduardo Araujo (Desativada).

## História
A estação de Engenheiro Leal foi inaugurada em 1908.  Seu nome era uma homenagem a um fiscal da antiga E. F. Melhoramentos por parte do Governo na época . Após a abertura do Viaduto José Lins do Rego em julho de 1966, tornou-se cada vez menos utilizada até ser desativada por volta de 1970. Seu prédio ainda não havia sido demolido em 1984, pouco antes da CBTU assumir as linhas de subúrbios.
A estação não é mais utilizada, e seu prédio (assim como as plataformas de embarque), foram demolidos.